# Dendrochilum vanoverberghii
Dendrochilum vanoverberghii är en orkidéart som beskrevs av Oakes Ames. Dendrochilum vanoverberghii ingår i släktet Dendrochilum och familjen orkidéer. Inga underarter finns listade i Catalogue of Life.